# 坦普尔特雷斯
坦普尔特雷斯（英語：Temple Terrace），是美国佛罗里达州希爾斯波羅縣下属的一座城市。建立于1925年。面积约为18平方公里（约合7平方英里）。根据2010年美国人口普查，该市有人口24,541人。论人口在本州排行第91。